# Mała Szczelina w Tomanowym Grzbiecie
Mała Szczelina w Tomanowym Grzbiecie – jaskinia w Dolinie Kościeliskiej w Tatrach Zachodnich. Wejście do niej znajduje się we wschodnim zboczu Doliny Tomanowej, powyżej Kazalnicy i Szczeliny w Tomanowym Grzbiecie I, na wysokości 1778 m n.p.m. Długość jaskini wynosi 11 metrów, a jej deniwelacja 4 metry.

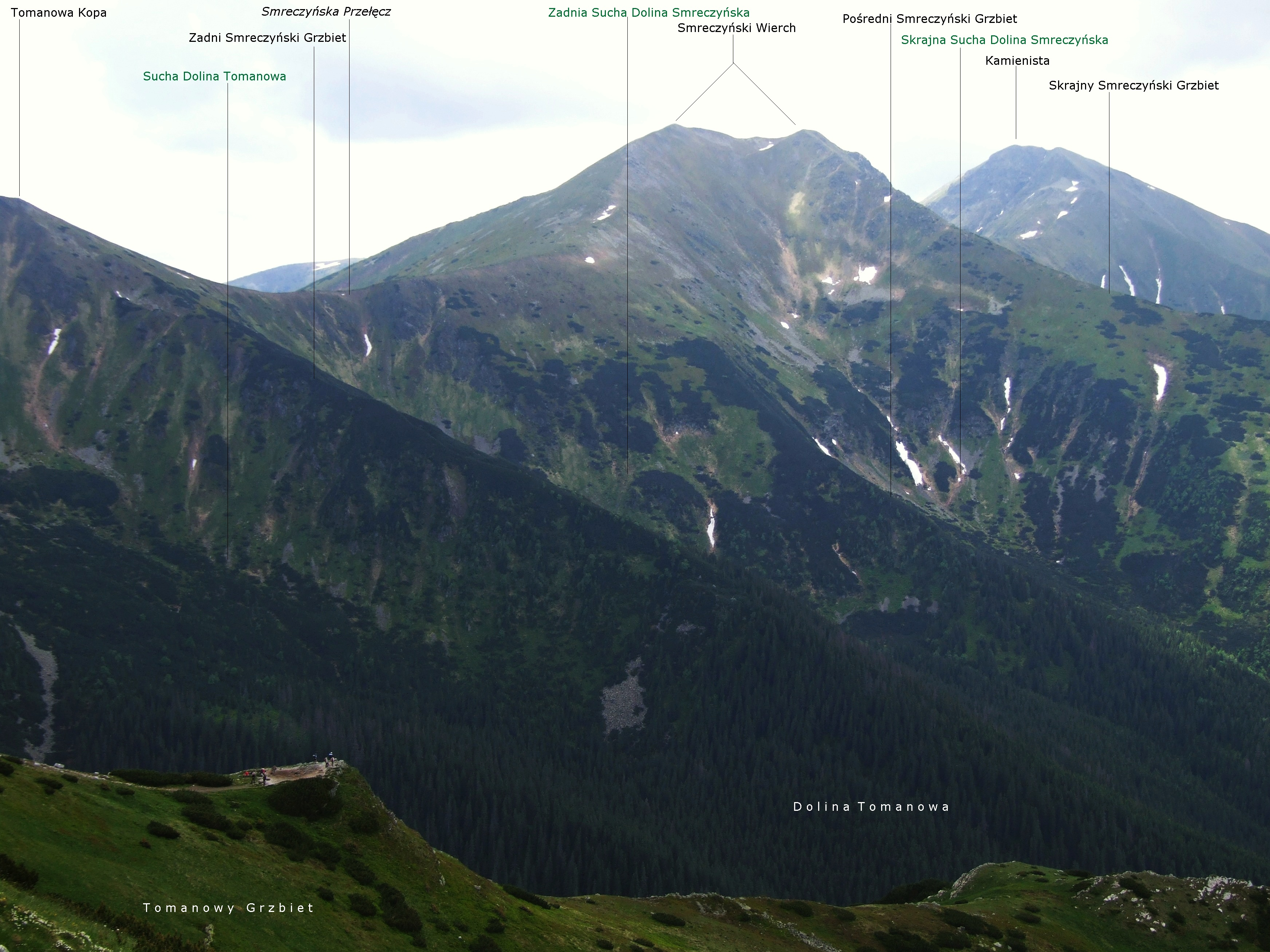
Na dole po lewej Kazalnica

## Opis jaskini
Jaskinię stanowią dwie prostopadłe do siebie szczeliny. Pionową szczeliną jest 4-metrowa studzienka zaczynająca się w niewielkim otworze wejściowym, a kończąca zawaliskiem. Przecina ją pozioma szczelina, która z jednej strony kończy się zaraz zawaliskiem, natomiast z drugiej strony tworzy 5-metrowy wysoki korytarz.

## Przyroda
W jaskini brak jest nacieków i roślinności. Ściany są wilgotne.

## Historia odkryć
Jaskinię odkryli Joanna i Jakub Nowakowie 12 lipca 2008 roku.